# 前尖碘泡虫
前尖碘泡虫（学名：Myxobolus problematicus）为碘泡科碘泡虫属的动物。分布于俄罗斯以及辽宁等，营寄生生活，寄生在彩副橘、兴凯橘的胆囊、肝。